# Xestia baja
Xestia baja là một loài bướm đêm thuộc họ Noctuidae. Nó được tìm thấy ở châu Âu, Thổ Nhĩ Kỳ, miền bắc Iran, Ngoại Kavkaz, Kavkaz, Trung Á, Xibia, Mông Cổ, Tây Tạng, Trung Quốc, Hàn Quốc và Nhật Bản.
Sải cánh dài 35–40 mm. Con trưởng thành bay từ tháng 7 đến tháng 8 tùy theo địa điểm.
Ấu trùng ăn các loài Myrica gale, Rubus và các loài thực vật khác và trees.

## Hình ảnh

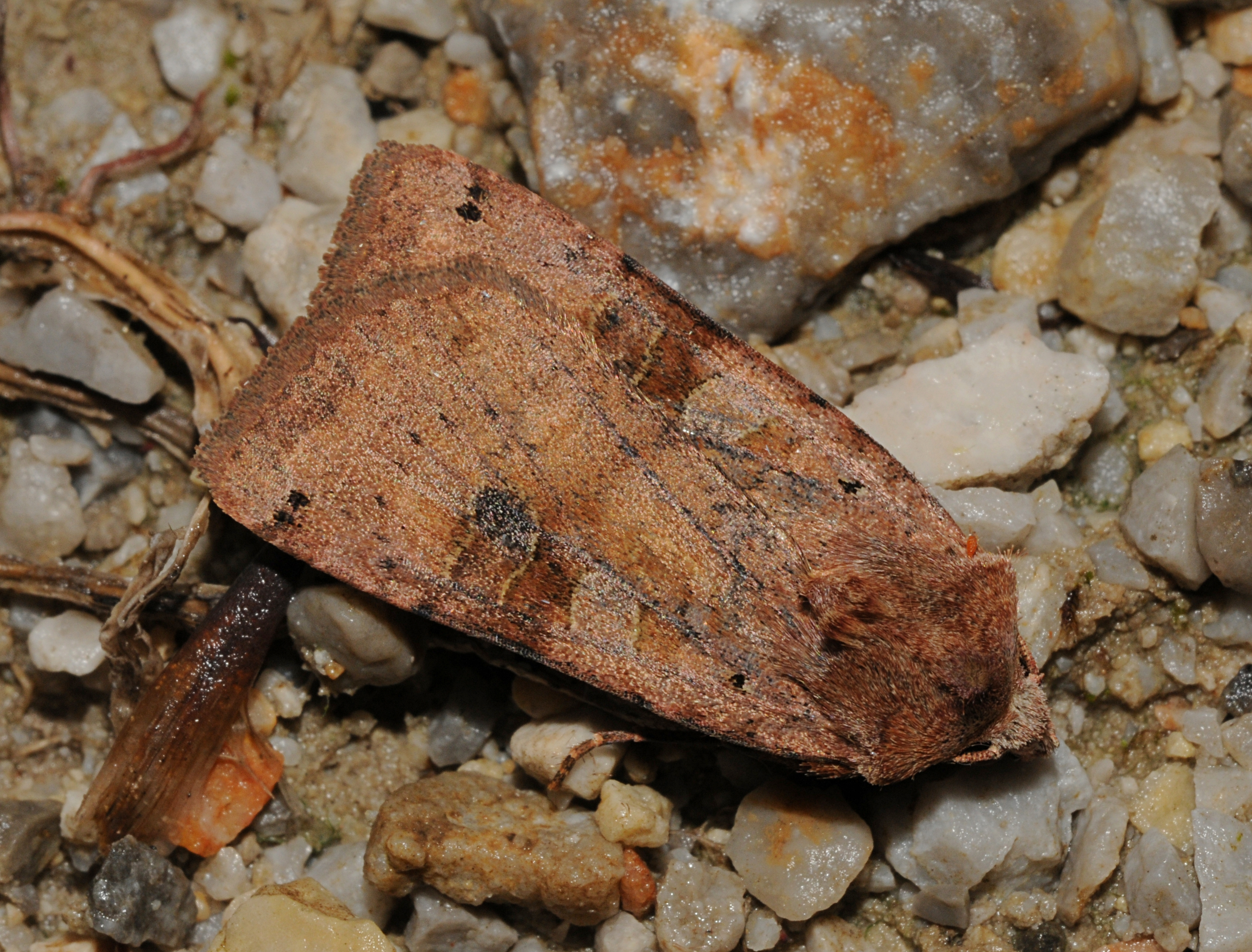
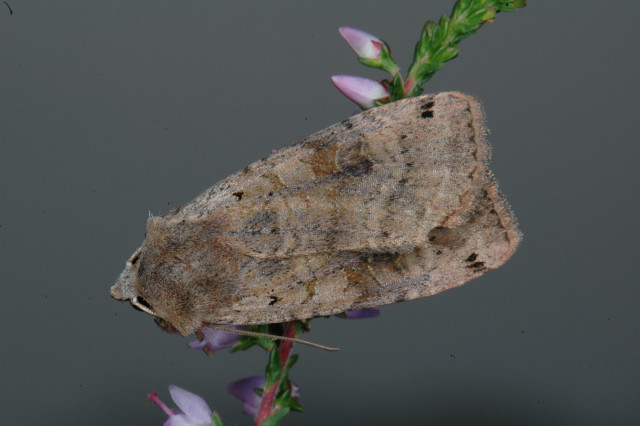
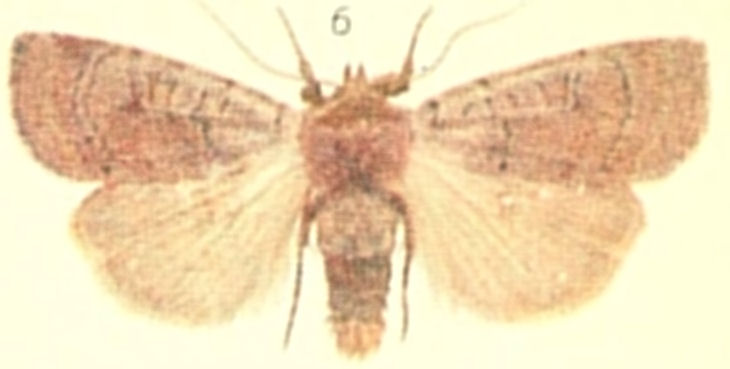
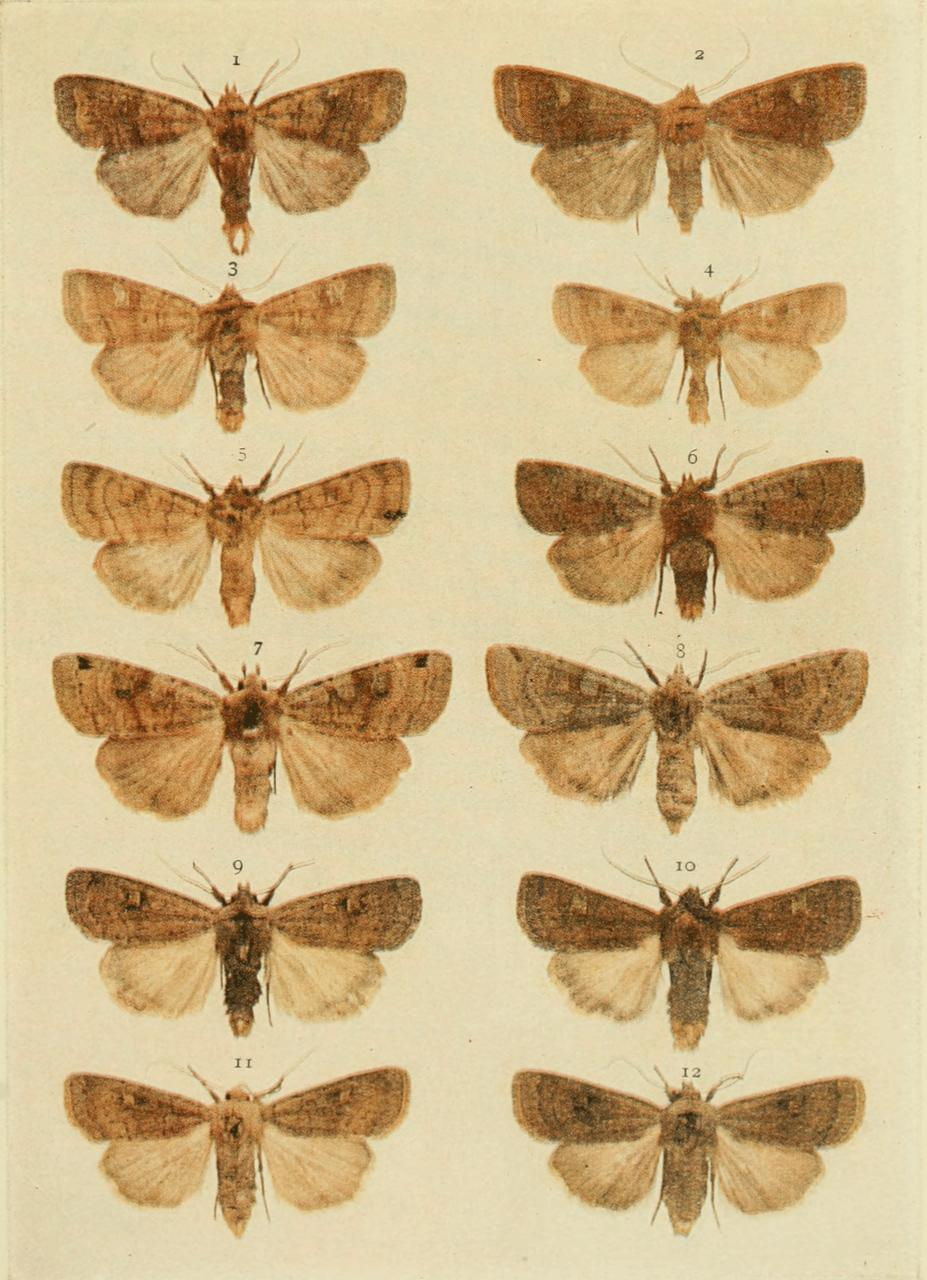